# 第49回ニューヨーク映画批評家協会賞
『第49回ニューヨーク映画批評家協会賞』は、1983年の優秀な映画に贈られた賞である。12月21日に発表され、1984年1月29日に贈られた。

## 受賞
- 作品賞：
  - 愛と追憶の日々

- 主演男優賞：
  - ロバート・デュヴァル - テンダー・マーシー

- 主演女優賞：
  - シャーリー・マクレーン - 愛と追憶の日々

- 助演男優賞
  - ジャック・ニコルソン - 愛と追憶の日々

- 助演女優賞
  - リンダ・ハント - 危険な年

- 監督賞：
  - イングマール・ベルイマン - ファニーとアレクサンデル

- 脚本賞：
  - ビル・フォーサイス - ローカル・ヒーロー/夢に生きた男

- 撮影賞
  - ゴードン・ウィリス - カメレオンマン

- 外国語映画賞：
  - ファニーとアレクサンデル（ スウェーデン）